# جذبه ترس
جذبه ترس یک اصطلاح مورد استفاده در روانشناسی، جامعه‌شناسی و بازاریابی است. به‌طور کلی این اصطلاح یک راهبرد برای ایجاد انگیزه در افراد جهت انجام یک عمل خاص، حمایت یک سیاست خاص، یا خرید یک محصول خاص، از طریق برانگیختن ترس است.
جذبه ترس یک پیام اقناعی است که تلاش می‌کند ترس را به منظور انحراف رفتار، از طریق تهدید به خطر یا آسیب قریب‌الوقوع، برانگیزد. جذبه ترس خطر، آسیب‌پذیری نسبت به خطر را نشان می‌دهد، و امکان یا عدم امکان شکلی از عمل محافظتی را پیشنهاد می‌کند.
فرض بر این است که از طریق جذبه ترس درک محرک تهدیدکننده انگیختگی ترس ایجاد کند. اعتقاد بر این است که حالت ترس یک حالت احساسی ناخوشایند است که شامل انگیختگی فیزیولوژیک است که پاسخ‌های شناختی، عاطفی، و رفتاری را در جهت کاهش تهدید یا کاهش ترس برمی‌انگیزد. الگوهای نظری متعددی در رابطه با پیام‌های جذبه ترس وجود دارند. این الگوها عبارتند از: الگو فرایند توسعه یافته موازی، نظریه سائق، نظریه سودمندی مورد انتظار ذهنی، نظریه انگیزش محفاظت، الگوی باور سلامتی، نظریه عمل منطقی و الگوی فرانظری. این الگوها به‌طور گسترده‌ای در بسیج اطلاع‌رسانی سوء مصرف مواد، برنامه‌های سلامت جنسی، و بسیاری از زمینه‌های دیگر سلامت عمومی استفاده می‌شوند. این گونه تصور می‌شود که اثر اقناعی جذبه ترس توسط عوامل مختلفی از جمله مشخصات فردی، خودکارآمدی، ادراک هنجارها، قدرت ترس، تهدید درک شده، درک اثر بخشی درمان، و سازوکارهای دفاعی تحت تأثیر قرار گیرد. نتایج مختلف بدست آمده از مطالعات تلاش می‌کنند اثربخشی جذبه ترس را برای اصلاح رفتار نشان دهند، و یک متاآنالیز اخیر احتیاط شدید در استفاده از جذبه ترس را توصیه کرده‌است.

## الگوها
طی نیم قرن گذشته، مقدار قابل توجهی از پژوهش‌ها در رابطه با تأثیر ترس بر ترغیب انجام شده‌است. بسیاری از نظریه‌ها و الگوهای جذبه ترس، که به عنوان فرایندهای واسطه شناختی نیز شناخته شده‌اند، از این پژوهش‌ها مشتق شده‌اند. هدف هر یک از این نظریه‌ها و الگوها مفهوم سازیِ تأثیر ترس در اقناع بوده‌است این کار در جهت درک بهتر چگونگی به کارگیری آن مفهوم به صورت عمومی بر تعدادی از مسائل اجتماعی بوده‌است.

### الگوی فرایند توسعه یافته موازی
الگوی فرایند توسعه یافته موازی (EPPM) نظریه‌ای است که توضیح می‌دهد چگونه سازوکارهای شناختی و عاطفی پاسخ‌های انگیزشی و مقابله‌ای مجزا مانند پاسخ‌های کنترل ترس و کنترل خطر را باعث می‌شوند. پاسخ‌های کنترل ترس، ترس را از طریق مقابله عاطفی که اطمینان خاطر را از طریق محرومیت از تهدید یا ابطال پیام اغنایی تولید می‌کند، به حداقل می‌رساند. کنترل ترس یک فرایند انکاری است که رفتار دفع فیزیکی به تهدید درک شده را شامل نمی‌شود. کنترل خطر یک فرایند شناختی است که حول کاهش تهدید ارائه شده نیز می‌چرخد. با این حال، بر خلاف پاسخ کنترل ترس، پاسخ کنترل خطر ممکن است اقدامات حفاظتی را تحریک کند؛ بنابراین با توجه به الگوی فرایند توسعه یافته موازی، تجربه ترس به عنوان یک واکنش احساسی در نظر گرفته شده‌است، و ادراک‌های تهدید مجموعه‌ای از شناخت‌ها هستند. الگوی فرایند توسعه یافته موازی متفاوت از بسیاری دیگر از استدلال‌های جذبهترس است زیرا نشان می‌دهد که فرایندهای تحریک ترس و کنترل خطر فرایندهای مجزایی هستند که در آن تحریک ترس، نیازی به فرایند کنترل خطر که زیر بنای رفتارهای پیشگیرانه قبل است ندارد.
پیش‌بینی شده که جذبه ترس یک واکنش مسلط بر کنترل ترس یا فرایندهای کنترل خطر را شروع خواهد کرد. الگوی فرایند توسعه یافته موازی این نتیجه را بدست آورده که آن شناخت‌ها (نگرش‌ها، مقاصد، و تغییرات رفتار) منجر به موفقیت جذبه ترس از طریق فرایند کنترل خطر می‌گردد. همچنین این الگو نتیجه می‌گیرد زمانی جذبه ترس با شکست مواجه می‌شود که احساسات ترس از طریق فرایند کنترل ترس کاهش یابد.
مثالی از پاسخ کنترل ترس، اجتناب دفاعی است که منجر به شکست جذبه ترس می‌گردد.

### نظریه سائق
تنش عاطفی یک ویژگی کلیدی نظریه سائق است. بر اساس این نظریه، انتظار می‌رود تهدیدی که پیامدهای منفی عدم موافقت و انطباق با یک رفتار توصیه شده را به تصویر می‌کشد، ترس ایجاد نماید. نظریه سائق اینطور بیان می‌کند که به منظور تسکین احساس تنش ناشی از تهدید، سائق با انگیختن رفتار منجر به کاهش تنش می‌شود. با توجه به نظریه سائق، انتظار می‌رود که هرچقدر ترس بیشتر شود، انطباق با توصیه‌های پیام بیشتر می‌شود.
نتایج پژوهش‌های تجربی سازگاریِ هم سویی با الگوی کاهش سائق بدست نیاورده است. به عنوان مثال، یک پیام بهداشت دهان و دندان به یک گروه از دانش آموزان دبیرستانی تغییر بیشتری را در نگرش آن‌ها با استفاده از جذبه ترس خفیف به جای قوی گزارش نموده‌است. هنگام تکرار پیام، اثر معکوس درست بود: تغییر رفتار و نگرش بیشتر هنگامی رخ داده است که جذبه ترس قوی در مقابل جذبه ترس متوسط یا ضعیف، مورد استفاده قرار می‌گرفت.

### نظریه سودمندی مورد انتظار ذهنی
نظریه سودمندی مورد انتظار ذهنی برای بسترهای همراه با جذبه ترس بکار گرفته‌است. نظریه سودمندی مورد انتظار ذهنی در زمینه جذبه ترس، پیش‌بینی می‌کند، زمانی جذبه ترس موفق است که فرد معتقد باشد منافع در کاهش خطر مهم‌تر از هزینه‌های مورد انتظار عمل است. برای بررسی اثر جذبه ترس پاسخ دهندگان، از آن‌ها در مورد احتمال و شدت وقوع نتایج مضر از خطر مورد بحث پرسیده می‌شود. شدت مطرح شده تحت شرایط رفتار فعلی و سپس تحت شرایط رفتار جایگزین در نظر گرفته شده‌است. این اثر از طریق تأثیر جواب پاسخ دهندگان درک شده‌است. نظریه سودمندی مورد انتظار ذهنی بر خلاف دیگر نظریه‌های جذبه ترس است چرا که فرایند عاطفی مطرح در کاهش ترس را توصیف نمی‌کند. این تنها برای پیش‌بینی احتمال نسبی عمل مورد استفاده است. همان‌طور که قبلاً گفته شد، نظریه سودمندی مورد انتظار ذهنی را می‌توان در زمینه‌های مختلفی همچون پیش‌بینی بازنشستگی و باروری اعمال کرد.

### نظریه انگیزش محافظت
نظریه انگیزش محافظت یک الگو مبتنی بر نگرش است. این باور وجود دارد که بحث جذبه ترس یک فرایند ارزیابی شناختی را آغاز می‌کند که شدت این رویداد در معرض تهدید، احتمال وقوع این رویداد، و اثر واکنش رفتار توصیه شده را مورد بررسی قرار می‌دهد. با توجه به این نظریه، فرایندهای ارزیابی شناختی، هنگامی که انگیزش محافظت را برمی‌انگیزد، جذبه ترس را افزایش می‌دهد. انگیزش محافظت متغیری است که باعث بروز، حفظ، و هدایت رفتار پیشنهاد شده برای جلوگیری از خطر می‌گردد. در غیاب انگیزش محافظت، این‌گونه به نظر می‌آید که عمل حفاظتی توصیه شده در دفع تهدید بی‌اثر است یا انجام آن غیرممکن است سپس به هیچ وجه قصد عمل بدست نخواهد آمد. مطابق پیش‌بینی نظریه انگیزش محافظت، زمانی که خودکارآمدی و اثر عمل توصیه شده هر دو بالا هستند، اقدامات پیشگیرانه در یک وضعیت تهدید بالا در اولویت خواهد بود. در مقابل، انتظار می‌رود هنگامی که یک تهدید بالا وجود دارد اما ادراکات اثر پایین است، اقدامات ناسازگار حفظ شود.
نظریه انگیزش محافظت برای تجزیه و تحلیل اثر بسیج اطلاع‌رسانی سلامت بکار می‌رود برای مثال کسانی که از خودآزمایی پستان برای تشخیص سرطان پستان استفاده می‌کنند. مطالعات نشان داده‌اند که درک تهدید در مورد سرطان پستان اقدامات تطبیقی، مانند خود آزمایی‌ها و اقدامات ناسازگارانه، مانند اجتناب از تفکر در مورد سرطان پستان را تشویق می‌کند.

### الگوی باور سلامتی
الگوی باور سلامتی پیش‌بینی می‌کند، حساسیت درک شده و شدت خطر، انگیزه افراد به شرکت در اقدامات پیشگیرانه و نوع اقدامات پیشگیرانه بستگی به منافع و موانع انجام عمل دارد.
استدلال ترس بر اساس الگوی باور سلامتی معمولاً از نظر احتمال و شدت پیامدهای سلامتی به شرط اینکه رفتار کنونی تغییر نکند، ارائه می‌گردد. با استفاده از الگوی باور سلامتی، معلوم نیست که آیا خودکارآمدی به‌طور مستقیم هزینه انجام یک عمل پیشنهادی را در نظر گرفته‌است یا نه، زیرا گاهی اوقات، تصور می‌شود که جذبه ترس تأثیر کمتری دارد اگر سختی عمل، هزینه عمل در نظر گرفته شود.

### نظریه عمل منطقی
با توجه به نظریه عمل منطقی، اقدام در مورد جذبه ترس با رسیدگی به طیف وسیع‌تری از پیامدهای ادامه رفتار کنونی، فراتر از تهدید خطرات سلامتی آغاز می‌شود. این نظریه همچنین طیف وسیع‌تری از پیامدهای رفتار فراتر از هزینه‌ها و کاهش خطرات سلامتی را در نظر می‌گیرد. عواقب پیش‌بینی شده، بسته به وضعیت تغییر می‌کند. نظریه عمل منطقی متفاوت با نظریه‌های دیگر است زیرا شامل یک عامل تأثیر اجتماعی در پیش‌بینی اثر جذبه ترس نیز هست. تأثیر اجتماعی توسط باورهای هنجاری و خواسته‌های دیگر افراد مرتبط مشخص می‌شود تا رفتار ذکر شده انجام گردد.
نظریه عمل منطقی برای الکل، دخانیات، و سایر بسیج‌های اطلاع‌رسانی مواد مخدر استفاده می‌شود. به عنوان مثال، این الگو به شناسایی اهمیت فشار همسالان و اعتقاد هنجاری پدر و مادر به عنوان متغیرهایی برای بهبود بسیج‌های اطلاع‌رسانی مواد مخدر مبتنی بر مدرسه کمک کرده‌است. اگر چه نظریه عمل منطقی به عنوان یک ابزار پیش‌بینی قوی رفتار اجتماعی نشان داده شده‌است، اما اینطور بنظر می‌آید که نقص در توضیح چگونگی تغییر رفتار وجود دارد.

### الگوی فرانظری
الگوی فرا نظری جذبه ترس را یک فرایند پویای تغییر رفتار سلامت توضیح می‌دهد. ساختار آن بر این فرض استوار است که تغییر رفتار یک فرایند نظامند است که شامل یک سری مراحل است. به این مراحل به عنوان مراحل تغییراشاره شده‌است. همچنین طبق این روش انتقال بین مراحل شامل یک فرایند مقابله منطقی است که از آن به عنوان فرایندهای تغییر یاد می‌شود. مراحل تغییر عبارتند از: پیش تفکر، تفکر، آمادگی، عمل، و پایداری. با توجه به الگوی فرانظری، حرکت در مراحل مختلف شامل یک فرایند به نام تعادل تصمیم است. تعادل تصمیم دستاوردها و هزینه‌های بالقوه ناشی از رفتار جدید را احتساب می‌کند. اعتقاد بر این است که افراد یک رفتار را تغییر نخواهد داد یا آن را ادامه نخواهد داد مگر اینکه آن‌ها مزایای بیشتری را نسبت به معایب درک کنند.

### پیش تفکر
مرحله پیش تفکر دوره‌ای است که در آن افراد هیچ قصدی برای متوقف کردن یک رفتار مخاطره‌آمیز یا شروع یک رفتار سالم ندارند. این ممکن است به دلیل عدم آگاهی از خطر از جمله رفتار فعلی خود، یا عدم تمایل به آگاهی باشد به این معنا که رفتار آن‌ها، خود آن‌ها را در معرض خطر قرار می‌دهد. فرایند تغییر از مرحله پیش تفکر تا مرحله تفکر شامل موارد زیر است: بالا بردن آگاهی، تسکین نمایشی، و یک فرایند ارزیابی مجدد محیطی.

### تفکر
مرحله دوم تفکر است. این مرحله‌ای است که در آن یک فرد به‌طور فعال به مهار رفتارهای پرخطر یا شروع یک رفتار سالم توجه می‌کند. اینطور پیش‌بینی می‌شود که افراد در این مرحله برای یک دوره زمانی طولانی به دلیل مشکل در ارزیابی مزایا و معایب تغییر رفتار باقی بمانند. فرایند تغییر به مرحله بعدی توسط خود ارزیابی مجدد انجام می‌پذیرد.

### آمادگی
این مرحله، مرحله سوم است که در آن افراد تشویق شده‌اند و متعهد به تغییر رفتار خود هستند. فرایند تغییر به مرحله عمل شامل یک فرایند خود-رهاسازی است که در آن جذبه ترس بر یک رفتار تغییریافته تأثیر می‌گذارد.

### عمل
عمل مرحله‌ای است که در آن فرد درگیر تغییر رفتار می‌شود. آن‌ها برای جلوگیری از رفتارهای پرخطر خود تلاش کرده‌اند. فرایندهای تغییر است به تسهیل پیشرفت کمک می‌کند و شامل فرایندهای رفتاری، مانند مدیریت تقویت، کمک به روابط، تأثیر بر مخالف، و کنترل محرک هستند.

### پایداری
پایداری مرحله نهایی برای تغییر رفتار مخاطره‌آمیز است. در این مرحله افراد رفتار سالم را درسبک زندگی خود اتخاذ می‌کنند، و سعی می‌کنند از بازگشت به سمت رفتار مخاطره‌آمیز جلوگیری کنند. بازگشت در هر نقطه از مراحل امکان‌پذیر است.
الگوی فرانظری جهت برنامه‌های مختلف از جمله برای ترک سیگار، ترک مصرف الکل، استفاده از کرم‌های ضد آفتاب، تغییر در رژیم غذایی و استفاده از وسایل پیشگیری از بارداری استفاده شده‌است.

## عواملی که بر اثر بخشی آن تأثیر دارند
«هدف نهایی جذبه ترس این است که فرایند انعکاسی پیام به‌طور مؤثری ارتقاء یابد و بر تأثیرگذاری فرد در راستای پیام مؤثر باشد». ۲ تفاوت‌های ادراکی فردی در راستای جذبه ترس، عواملی هستند که حاکم بر اثر جذبه ترس هستند. پژوهشگران چندین متغیر که راجع به آن‌ها تفکر شده‌اند را در یک زمان یا زمانی دیگر، برای نفوذ در اثر تأثیر جذبه ترس بررسی کرده‌اند. این عوامل عبارتند از: ویژگی‌های فردی، ادراک خطر، ادراک خودکارآمدی، درک اثر بخشی درمان، درک هنجارها، قدرت استنباط ترس، تهدید درک شده، و سازوکارهای دفاعی. نتایج حاصل از این پژوهش‌ها نشان داده‌اند که بسته به روش مورد استفاده و فرد، عوامل متنوع و گاهی اوقات چندین عامل، بر اثر جذبه ترس مؤثر هستند.

### ویژگی‌های فردی
در متون علاوه بر علاقه ویژگی‌های فردی نیز بر جذبه ترس سهم داشته‌است. هدف، درک تفاوت‌های فردی در شخصیت یا ویژگی‌های روانی مرتبط در مشارکت یا و کاستن تأثیر جذبه ترس بوده‌است. متغیرهای تعدیل‌کننده فردی مورد مطالعه تاکنون عبارتند از؛ اضطراب صفت، سن، قومیت، جنسیت، سبک مقابله، منبع کنترل، عزت نفس، آسیب‌پذیری درک شده، نیاز به شناخت و جهت‌گیری با تردید. با توجه به این موارد، جهت‌گیری با تردید و نیاز برای شناخت برای تعامل با سطح تهدید یافت شده‌اند. جهت‌گیری با تردید یک واکنش مشخصه فردی به عدم قطعیت است. بر این اساس فرد تمایل به حضور یا اجتناب دارد و منبع عدم قطعیت را نادیده می‌گیرد. کسانی که به جهت‌گیری با تردید، بیشتر تمایل دارند اطلاعاتی را عمیقاً پردازش کنند که همگام با ارتباط شخصی افزایش می‌یابد، در حالی که افراد با جهت‌گیری قطعی، فعالانه از آن پردازش اجتناب می‌ورزند. برخی مطالعات اوّلیه ویژگی‌های دیگر، مانند آستانه‌های فردی برای تحریک ترس را مورد بررسی قرار داده‌اند، تا ببینند که آیا آن‌ها تأثیر ترس در ترغیب را تعدیل می‌کنند یا نه. یک مطالعه توسط Janis و Feshbach در سال 1954 انجام شد که طی آن، آن‌ها دریافتند کسانی که آستانه تحریک ترس کمتری دارند، در کمترین حد ممکن مجبور به اقدام توسط جذبه ترس بالا بودند زیرا آن‌ها تمایل به واکنش با پاسخ‌های کنترل دفاعی نشان می‌دهند. افراد با آستانه پایین‌تر نیز به راحتی توسط ضد استدلال‌های پیرو جذبه ترس ترغیب می‌شدند. اضطراب صفت نیز موضوع برخی از پژوهش‌های اوّلیه است که تاکنون هیچ اثر قابل تشخیصی بر ترغیب نداشته‌است.

### ادراک خودکارآمدی
نظریه خودکارآمدی بیان می‌کند همه فرایندهای تغییر روانی سطح و قدرت خودکارآمدی را تغییر می‌دهد. ۱۵ خودکارآمدی توسط دستاوردهای عملکرد، تجربه جانشینی، ترغیب کلامی و شرایط فیزیولوژیک افزایش یافته‌است. همچنین می‌توان خودکارآمدی را با اطمینان درک شده از منبع افزایش داد. اعتقاد بر این است که سطح خودکارآمدیی که یک فرد دارد در انتخاب رفتار خود و همچنین مقدار زمان و مقدار تلاش صرف شده بر روی آن رفتار تأثیرگذار است. اگر فرد باور ندارد که او قادر به جلوگیری از تهدید است، این احتمال وجود دارد که انکار یا سایر پاسخ‌های دفاعی به منظور کاهش ترس تولید شوند. ترس از موقعیت‌های تهدیدکننده ممکن است اثرات مخربی بر کارآمدی جذبه ترس داشته باشند. وضعیت تهدیدآمیز ممکن است باعث شود فرد به این باور برسد که او از انجام رفتارهای پیشگیرانه ارائه شده ناتوان است که به رفتارهای اجتناب منجر خواهد شد. پژوهش‌ها بندورا یک همبستگی مثبت بین تغییرات رفتار و تغییرات انتظارات خودکارآمدی نشان داده است. او متوجه شد که تحولات رفتاری با تغییرات در خودکارآمدی ایجاد می‌شود.
پژوهش‌ها انجام شده توسط دیگران «یک اثر خطی مثبت از ترس بر قصد و رفتار کلی» را نشان داده‌اند، به ویژه هنگامی که پیام‌ها خودکارآمدی مردم را تأیید می‌کنند. این اثر زمانی مثبت‌تر است که رفتارها «یک بار» به جای «چندین بار» شکل بگیرند. با این حال، پژوهشگران دیگر نیز اشاره کرده‌اند رابطه خودکارآمدی باید به دقت با راهبردهای دیگر مورد بررسی قرار گیرد. استفاده از سایر فنون ترغیب‌کننده مانند آموزش‌های رفتاری ممکن است در برابر اثر جذبه ترس به صورت مجزا مقابله کند.

### دستاوردهای عملکرد
با توجه به نظریه خودکارآمدی، دستاوردهای عملکرد به موفقیت تجربه شخصی مربوط می‌شود. هنگامی که انتظارات کارآمدی قوی برقرار می‌شوند، پس از آن تأثیر شکست‌های گاه به گاه کاهش می‌یابد. اگر خودکارآمدی ایجاد شده باشد، این امر منجر به تعمیم به شرایط دیگر می‌شود. تجربه جانشینی، مشاهده افرادی است که فعالیت‌های تهدیدآمیز اجرا شده دارند. اگر مشاهده شود که دیگران موفق فعالیت‌های تهدیدآمیز اجرا می‌کنند، سپس انتظار می‌رود خودکارآمدی افزایش یابد چرا که مقایسه اجتماعی درک این را که می‌توان رفتار را از طریق تلاش به دست آورد تقویت می‌کند.

### ترغیب کلامی
ترغیب کلامی به‌طور گسترده‌ای به دلیل تأثیر بالقوه و تشویق‌کننده پیشنهاد، استفاده می‌شود. انتظار می‌رود که تأثیر پیشنهاد، خودکارآمدی فردی را افزایش دهد. پژوهش‌ها نشان داده‌اند که اثرات ترغیب کلامی ممکن است از طریق سابقه‌ای طولانی در شکست حاکم نباشد. این پژوهش‌ها ایجاد یک حس پایدار خودکارآمدی در شرایطی که کمک‌هایی به منظور تسهیل عمل موفق داده شده‌است را نشان می‌دهند. شکست یک اثر منفی دارد به دلیل آن که دربارهٔ ترغیب کنندگان بحث می‌کند و خودکارآمدی فرد را تضعیف می‌کند.

### تحریک عاطفی
بسته به شرایط، موقعیت‌های استرس‌زا می‌توانند احساس شایستگی شخصی را کاهش دهد. برای مثال، عملکرد ضعیف معمولاً با یک وضعیت تحریک بالا همراه است. افکار مربوط به تحریک ترس می‌تواند باعث شود یک فرد شدت یک وضعیت تهدید را بیش از حد برآورد کند. با توجه به نظریه خودکارآمدی، کاهش تحریک عاطفی می‌تواند رفتار اجتنابی را کاهش دهد. پیش‌بینی شده‌است که تحریک فیزیولوژیک اثرات مثبت و منفی بر روی رفتارهای مقابله سودمند یا منفی داشته باشد. درک مثبت از یک حالت تحریک شده ممکن است انرژی‌زا باشد، در حالی که درک منفی از یک حالت تحریک شده ممکن است رفتارهای مقابله را مهار کند.

### تحریک فیزیولوژیک
پیش‌بینی شده‌است که تحریک فیزیولوژیک اثرات مثبت و هم منفی بر رفتارهای مقابله سودمند یا منفی داشته باشد. درک مثبت از یک حالت تحریک شده ممکن است انرژی‌زا باشد، در حالی که درک منفی از یک حالت تحریک شده ممکن است رفتارهای مقابله را مهار کند.

### درک اثر بخشی درمان
به اثر بخشی درمان درک شده نیز به عنوان انتظارات پاسخ-نتیجه اشاره شده‌است. آن را به عنوان یک برآورد فردی تصور می‌کنند که یک رفتار به نتایج خاص منجر خواهد شد. درک اثر بخشی درمان با خودکارآمدی تفاوت دارد زیرا اعتقاد یک فرد به توانایی خود فرد برای انجام اقدامات پیشنهاد شده، رفتار آن هارا تحت تأثیر قرار نمی‌دهد. این نتیجه درک شده‌است که اقدامات یک فرد را تعیین می‌کند. تصویب رفتارهای بلند مدت پایدار در نظر گرفته شده توسط ارتباطات جذبه ترس به شدت تحت تأثیردرک فرد از اثر بخشی درمان است. تا حدی که ادراکات یک فرد دربارهٔ حفاظت از عمل توصیه شده در مقابل خطر سلامت تعیین می‌کند که آیا آن‌ها برای انجام دوره توصیه شده عمل ترغیب شده‌اند یا نه. درک مثبت از اثر بخشی درمان با تأکید بر جنبه‌های مثبت عمل توصیه شده، درونی شده‌است. اثر بخشی درمان درک شده احتمالاً جدایی ناپذیرترین عنصر جذبه ترس مؤثر ترغیب‌کننده باشد و پیش‌بینی پذیرتر از عمل نسبت به تحریک ترس، درک اثر بخشی است. بعضی از پژوهش‌ها نشان داده‌اند که کارآمدی درک شده نسبت به سایر عناصر تهدید درک شده بیشتر از قصدها برای تغییر رفتار قابل پیش‌بینی هستند.

### درک هنجارها
حتی اگر یک رفتار سلامت به عنوان یک رفتار مضر به تصویر کشیده شود، ممکن است در صورتی که فرد معتقد باشد که آن رفتار یک عمل رایج است با ارتباطات القاکننده ترس تغییر داده نشود. اگر گروه‌های اجتماعی فرد الگو قرار داده شوند و اقدامات تقویت شوند بعید است رفتار تغییر کند. در این مورد، همچنین ممکن است یک درک نادرست از هنجارها وجود داشته باشد. تقویت رفتار منفی سلامت توسط گروه‌های اجتماعی رایج اثربخشی جذبه ترس را کاهش می‌دهند.
به عنوان مثال: در یک مطالعه از سوء مصرف الکل در محیط‌های دانشگاهی، دانش آموزان استفاده زیاد ازالکل را در پاسخ به گروه همسالان خود که رفتار را تقویت کرده بودند، نشان دادند. دانش آموزانی که الکل زیاد مصرف می‌کردند همچنین معتقد بودند که همسالان آن‌ها حتی خیلی بیش‌تر از آن‌ها الکل استفاده می‌کردند. کسانی که معتقد بودند که مسمومیت سنگین یک عنصر فرهنگ دانشگاهی بود با توجه به تمایل به پیروی از هنجار درک شده، ممکن است در معرض خطر بیشتری برای سوء مصرف شخصی الکل باشند.

### قدرت ترس
قدرت ترس استخراج شده توسط پیام از عوامل مهم قصد فرد برای تغییر رفتار است. قدرت ترس متمایز از شدت تهدید است از این جهت همان‌طور که قبلاً ذکر شد، قدرت ترس مربوط به احساس ترس است، در حالی که شدت تهدید یک فرایند کاملاً شناختی در نظر گرفته می‌شود. بعضی از پژوهش‌های اوّلیه نشان داده‌اند که سطوح بالاتری از ترس که واکنش‌های دفاعی تولید می‌کند، پژوهشگران را واردار می‌کند تا راجع به این موضوع هشدار دهند که سطوح پایین یا متوسط مؤثرترین سطوح بودند. با استثناء نادر، بنظر می‌آید که قدرت ترس استخراج شده به‌طور مداوم به صورت مثبت با تغییر رفتار همبستگی دارد. این همبستگی خطی مثبت در همه جا در پژوهش‌های جذبه ترس است و رابطه منحنی که توسط برخی از اولین پژوهش‌های رسم شده را به همان صورت باقی گذارده است. نتایج نشان دادند، قدرت ترس همان‌طور که انتظار می‌رفت به صورت مثبت با تحریک همبستگی دارد. پژوهش‌های اوّلیه نشان داده است قدرت جذبه ترس کم ترغیب‌کننده‌تر بوده‌است. قدرت ترس به تنهایی برای ایجاد انگیزه تغییر در رفتار کافی نیست همچون ترس قوی با هیچ اقدام توصیه شده‌ای، یا یک اقدام توصیه شده که به راحتی انجام نمی‌شود، ممکن است منجر به اثر کاملاً مخالف شود. با توجه به Sternthal و Craig قدرت ترس بیشتر از اینکه قصد را تحت تأثیر قرار دهد، تغییر نگرش را متأثر می‌کند. آن‌ها استدلال می‌کنند که اگر چه زمانی که ترس از سطح کم به سطح متوسط افزایش می‌یابد ترغیب را نیز افزایش می‌دهد، اما هنگامی که ترس از سطوح متوسط به بالا رو به افزایش است، در واقع ترغیب کاهش می‌یابد.
بعضی از آن‌ها حتی تاکنون از این بیشتر پیش رفته‌اند و استدلال می‌کنند که ترس یک جزء به‌طور کامل غیرضروری از یک جذبه مؤثر است زیرا کارآمدی درک شده از نظر قصد پیش‌بینی پذیر تر از عنصر تهدید درک شده برای تغییر رفتار است. استدلال شده‌است که تمایل به سطوح بالاتری از ترس به منظور بالا بردن پاسخ کنترل دفاعی، نشان می‌دهد که ترس مفید نیست و اینکه کارآمدی ممکن است قادر باشد تا سبب قصد و تغییر رفتار به وسیلهٔ خودش شود. یکی دیگر از استدلال‌ها بیان می‌کند از آن جا که سطوح بالاتری از کارآمدی شخصی لازم هستند، جذبه ترس به احتمال زیاد برای کسی بکار برود، که رفتار خود را برای تغییر با آن شروع کند. منظور این است که تدبیری دیگر (به غیر از ترس) لازم است.

### تهدید درک شده
تصور می‌شود که تهدید درک شده یک تعدیل‌کننده مهم در فرایند برانگیختن ترغیب ترس باشد. این شامل شدت درک شده از تهدید و حساسیت درک شده از آن است.
تصور می‌شود که حساسیت درک شده، که گاهی اوقات از آن به عنوان آسیب‌پذیری درک شده یاد می‌شود، کلید ایجاد انگیزه در فرد برای اقدام در پاسخ به جذبه ترس باشد. این مورد دربارهٔ درک احتمال و اینکه تا چه حدی ممکن است فرد تهدید را تجربه کند است. با این حال، شدت درک شده، درجه‌ای است که فرد معتقد است تا آن درجه اگر تهدید تجربه شود، آن‌ها صدمه خواهند دید. این اجزاء تهدید عمل‌کننده‌های ادراکی را برای واکنش ترس تشکیل می‌دهند. مشخص شده‌است سطوح بالاتری از حساسیت درک شده، برای افزایش درجه اهمیت پیام برای مردم مهم است. نمونه‌ای از یک جذبه ترس در یک پیام که بر شدت درک شده تأکید می‌کند:» ایدز منجر به مرگ می‌شود». این اجزاء تهدید عمل‌کننده‌های ادراکی را برای واکنش ترس تشکیل می‌دهند. با این حال، افراد افکار مثبت بیشتری را در مورد پیشنهادها و احساسات منفی در ارتباط با تهدید گزارش می‌کنند هنگامی که حساسیت بالا است. با شیوه توصیه شده پیام جذبه ترس سطوح بالاتری از حساسیت درک شده با قصد بیشتر برای تغییر رفتار در ارتباط است، و یک عامل تعیین‌کننده قوی از قصد و رفتار، حتی در مواجهه با استدلال‌های ضعیف هستند. تصور بر این است زمانی که حساسیت درک شده بالا است، انگیزه‌های دفاعی حتی از اطلاعات یا استدلال‌های ضعیف ناشی از کاستن تأثیر این پیام بر قصد جلوگیری می‌کنند. همانگونه که مؤثر به نظر می‌رسد، هنوز در برخی موارد حساسیت اثر مستقیم بسیار کمتری بر انگیزش اقدام در پیام دارد، برای مثال، باورهای خودکارآمدی یا کارآمدی پاسخ.
شدت درک شده، تا حدی که طی آن فرد معتقد است به‌طور معکوس با تهدید تحت تأثیر قرار خواهد گرفت، دارای اثر قابل توجهی در ترغیب است. بیانیه‌ای که بر جدی بودن تهدید تأکید دارد، بیانیه‌ای خواهد بود که در راستای جمعیت هدف جهت داشته باشد. به عنوان مثال،» شما در معرض خطر ایدز می‌باشید چون شما در حین استفاده از مواد مخدر تزریقی از سوزن مشترک استفاده کردید». در برخی موارد، دریافتیم که کاهش شدت، ترغیب را یاری می‌کند، اکثریت پژوهش‌ها مربوط به جذبه ترس به تازگی نتایج مخالف این را دریافته‌اند. با این حال، تشخیص شدت درک شده تهدید از ترس واقعی استخراج شده مهم است. بعضی از آن‌ها حتی استدلال کرده‌اند فرایندهای شناختی در بستر جذبه ترس از موارد احساسی مهم ترهستند. پژوهش‌ها نشان داده‌اند که اثر ترس بر مقاصد توسط شدت درک شده تعدیل شده‌است. به این معنا که، ترس به‌طور مستقیم روی قصد اقدام نمی‌کند، اما سطح شدت درک شده را افزایش می‌دهد، که به نوبه خود قصد برای اقدام در پیام را افزایش می‌دهد. در واقع، اعتقاد بر این است که قدرت جذبه ترس به صورت مثبت با شدت درک شده از تهدید در ارتباط است. به نظر می‌رسد شدت قوی‌ترین اثرات را بر ادراکات تولید می‌کند.

### سازوکارهای دفاعی
اینگونه تصور می‌شود که اجزای قبلی پاسخ یک فرد به یک پیام را تعیین می‌کنند. یکی از این واکنش‌های بالقوه به جذبه ترس که از منفی‌ترین نتایج است، واکنش کنترل ترس دفاعی است. در پاسخ به جذبه ترس، یک فرد ممکن است قصد تغییر رفتار خود را شکل دهد. با این حال زمانی که فرد درک کرده اثرخود و اثر پاسخ کم است، و قادر به جلوگیری از خطر نیست، ممکن است به اجتناب دفاعی برای کاهش ترس خود تکیه کند. برخی استدلال کرده‌اند که جذبه ترس غیرضروری است همان‌طور که واکنش‌های اجتناب دفاعی یافت شده در برخی از مطالعات به صورت مثبت با قدرت ترس و به صورت منفی با کارآمدی درک شده همبسته بودند. تعادل مورد نیاز جهت سطوح ترس و کارآمدی موضوع پژوهش‌ها بسیاری بوده‌است با یافته‌هایی از قبیل این که سطوح متوسط به بالای ترس در تغییر قصد غیرضروری هستند. در واقع، آن‌ها استدلال می‌کنند آنچه مهم است نسبت این دو به یکدیگر است. Gore و Bracken در سال ۲۰۰۵ نشان دادند که حتی با سطوح پایین تهدید، افرادی را که شروع به واکنش‌های کنترل ترس دفاعی کرده بودند برای حرکت به سوی واکنش‌های کنترل خطر (تغییر قصد) وادار کنند. یکی دیگر از راه‌های دفاع از خود در برابر جذبه ترس دانش قبلی است، به شرطی که افراد دانش قبلی داشته باشند کمتر احتمال دارد توسط جذبه ترس تحت تأثیر قرار گیرند.

## مثال‌ها
این مغز شماست تحت تأثیر مواد مخدر، برنامه D.A.R.E، فقط پرهیز برای آموزش جنسی، بدون برنامه.

## ملاحظات اخلاقی
تعدادی از نگرانی‌های اخلاقی در مورد استفاده از جذبه ترس مطرح شده‌اند، که منجر به بحث گسترده‌ای در مورد قابلیت پذیرش استفاده از آن‌ها شده‌است. به عنوان مثال، یکی از سؤال‌ها ایجاد شده این است؛ آیا این موضوع اخلاقی است که تعداد زیادی از مردم بدون رضایت با پیام‌های بالقوه ناراحت‌کننده مواجه شوند یا نه. پژوهشگرانی شامل Hastings, Stead و Webb سؤال پرسیده‌اند آیا از نظر اخلاقی این بحث قابل قبول است که کل جمعیت به جای یک زیر مجموعه خاص از آن جمعیت با یک پیام ناراحت‌کننده مواجه شوند. به عنوان مثال، یک پیام جذبه ترس با تأکید بر احتمال مرگ زودرس برای افراد سیگاری ممکن است به فرزندان افرادی که سیگار می‌کشند نیز برسد، که این موضوع منجر به اضطراب قابل اجتناب در این گروه‌ها می‌شود.
علاوه بر این، آشکار است که پاسخ‌های اضطراب ممکن است حتی در گروه هدف استخراج شده نیز مفید نباشند. به این دلیل که، در حالی که اضطراب می‌تواند رفتار درمانی مثبت را انگیخته کند، همچنین می‌تواند ناسازگار باشد، همانگونه که در برخی از افراد یک واکنش دفاعی برای کاهش احساسات منفی ناشی از جذبه ترس شکل می‌شود. در حالی که نتایج مختلفی در مورد این که آیا جذبه ترس یک پاسخ دفاعی را برمی‌انگیزد یا نه، باید توجه داشته باشید که مطالعات در این رابطه در یک محیط آزمایشگاهی انجام شده‌اند فارغ از عواملی که حواس فرد را پرت کنند و جاییکه در آن به شرکت کنندگان گفته می‌شود بر روی پیام‌های سلامتی تمرکز کنند. این ممکن است به این دلیل باشد که افراد واکنش‌های دفاعی قوی‌تری در شرایط واقعی زندگی ممکن است داشته باشند که در آن‌ها باید به سمت مجموعه‌ای پیچیده‌ای از پیام‌های رقابتی حرکت داده شوند و جایی که آن‌ها باید گزینه نادیده گرفتن پیام را داشته باشند یا در جستجوی توضیحات رقابتی باشند علاوه بر این، هیچ مطالعه‌ای پاسخ به جذبه ترس در دراز مدت پیگیری نکرده و این امکان را به وجود می‌آورد که تکرار جذبه ترس ممکن است به عادت و دلخوری منجر شود، بنابراین باعث می‌شود تا افراد به پیام بسیج اطلاع‌رسانی ارتقاء سلامت اعتنا نکنند. علاوه بر این، حتی اگر آن‌ها کار کنند، برخی از نویسندگان می‌پرسند آیا این اخلاقی است که مردم رابخاطر رفتار در یک روش خاص بترسانند، زیرا این ممکن است استقلال آن‌ها را با دستکاری باورهای آن‌ها به خطر اندازد.
این نگرانی نیز مطرح شده‌است که جذبه ترس به منظور کمک به گسترش نابرابری‌های سلامت بکار رود. این بدان دلیل است که برخی افراد خاص بیشتر احتمال ابتلا به پاسخ‌های ذکر شده ناسازگار بالا را دارند. پژوهش‌ها تجربی نشان می‌دهند که جذبه ترس به بهترین وجه برای افرادی با سطح بالایی از خود کارآمدی بکار می‌روند، و اینکه پاسخ‌های ناسازگار بیشتر احتمال دارد در کسانی با خودکارآمدی پایین باشد. این به این معنی است که جذبه ترس به بهترین وجه برای کسانی بکار می‌رود که از لحاظ روحی و جسمی مجهز هستند، تا اقدام مناسبی انجام دهند. افرادی که منابعی برای تغییر رفتار ندارند اغلب کسانی هستند که در حال حاضر وضعیت سلامت منفی دارند. برای مثال، یافت شده‌است افرادی که به‌طور منظم در رفتارهایی درگیرهستند که به سلامت صدمه می‌زنند (به عنوان مثال سیگار کشیدن و استفاده از سایر مواد مخدر) به‌طور معمول خودکارآمدی کمتری نسبت به دیگران دارند. و بنابراین، به نظر می‌رسد که علاوه برداشتن پتانسیل برای ایجاد آسیب، این آسیب بیشتر احتمال دارد گروه‌هایی را تحت تأثیر قرار دهد که بیشترین بهره را از تغییر رفتار بهداشتی داشته باشند، و همین به گسترش نابرابری‌ها در سلامت کمک می‌کند.
همچنین یک نگرانی وجود دارد که جذبه ترس منجر به بدنامی کسانی شود که در حال حاضر از عواقب منفی یک رفتار نامطلوب رنج می‌برند. به عنوان مثال، بسیج‌های اطلاع‌رسانی پیشگیری از آسیب دیدگی اغلب بر پیامدهای منفی بالقوه تبدیل شدن به معلول تأکید می‌کنند. فرضیه Wang بیان می‌کند هنگامی که معلول شدن به صورت غیرقابل قبول به تصویر کشیده شود، بنابراین غیرفعال شدن، به بدنامی افراد معلول افزوده می‌شود. برای مثال، یک پوستر بسیج اطلاع‌رسانی بیان داشته بود» ۱۰۵۷ نوجوانانی که سال گذشته خیلی مست کرده بودند دیگر هرگز نمی‌تواند سرپا بایستند». این پوستر در کنار تصویری از یک صندلی چرخدار ارائه شده بود، شرکت کنندگان معلول در مطالعه Wang احساس کردند که این پوستر آن‌ها را به عنوان یک مثال از فردی که نباید باشند، از این کار منع می‌کند. یکی از شرکت کنندگان گفت:» من احساس می‌کنم این حمله به اعتماد به نفس و کرامت من است.»